# Kaye Abad
Kaye Abad   (Easton, 17 de maig de 1982) és una actriu filipino-estatunidenca.
Abad va començar el 1993 a la indústria de l'entreteniment a les Filipines en el programa orientat a la joventut Ang TV i és membre de Star Magic d'ABS-CBN. Va ser llançada com a membre de Star Circle (ara Star Magic Batch 3) el 1996.

## Carrera
També va protagonitzar nombroses pel·lícules i sèries de TV especialment amb John Lloyd Cruz. El tàndem de Cruz i Abad es recorda en la sèrie de televisió Tabing Ilog, que va tenir lloc entre 1999 i 2003.
El 2009, Abad va tornar a la televisió a través de Precious Hearts Romances Presents: Bud Brothers Series. Va assumir el paper originalment previst per a Roxanne Guinoo, que suposadament havia d'exercir el paper principal enfront de Guji Lorenzana.
A Lorenzana i Abad se'ls van donar els rols de lideratge en el tercer lliurament de la sèrie Precious Hearts Romances. Abad va exercir un paper secundari com a Jenny Ambrosio a Angelito:Batang Ama i la seva seqüela Angelito: Ang Bagong Yugto en el seu programa de dies feiners a la tarda.
El 2013, va fer un paper antagonista en la sèrie de drama familiar Annaliza com Stella Celerez-Diaz i El 2014, Abad va aparèixer en Dues Esposes com Yvonne Aguilluz-Guevarra.
El 2019, va interpretar Ella en Nang Ngumiti ang Langit, marcant el seu retorn al showbiz.

## Vida personal
És la germana de l'antiga estrella infantil Sarah Jane Abad-Contreras. La seva família prové de Cavite.
Es va convertir en ambaixadora de l'Autoritat Aeroportuària Internacional de Manila, l'agència governamental per a l'Aeroport Internacional Ninoy Aquino, des del 13 de febrer de 2008.
Abad va començar a sortir amb l'atleta de negocis Paul Jake Castillo El 2014. Abad i Castillo es van comprometre el maig de 2016 i es van casar el 9 de desembre de 2016 en una cerimònia a la ciutat natal de Castillo, Cebu. Al juliol de 2017, Abad va anunciar que esperava el primer fill de la parella, al desembre. Abad va donar a llum al seu primer fill anomenat Joaquín el 22 de desembre de 2017.
El juliol de 2017, Abad va anunciar que estava esperant el primer nen de la parella, previst pel desembre. Es va dir Joaquin i va néixer el 22 de desembre de 2017. El 2 de setembre de 2021, Abad va tenir el seu segon fill, Iñigo.

### Televisió
| Any       | Títol                              | Funció                                           | Notes                                | Font              |
| --------- | ---------------------------------- | ------------------------------------------------ | ------------------------------------ | ----------------- |
| 1992–1997 | Ang TV                             | Ella mateixa                                     |                                      |                   |
| 1995      | Kaybol: Ang Bagong TV              | Kat-Kat                                          |                                      |                   |
| 1995–2018 | ASAP                               | Ella mateixa – Amfitriona / Realitzadora         |                                      |                   |
| 1996–1999 | Gimik                              | Kakai Márquez                                    |                                      |                   |
| 1997–1999 | Mula Sa Puso                       | Glenda Corpuz                                    |                                      |                   |
| 1997      | !Oka Tokat                         | Elena                                            | Episodi: "Telekinesis"               |                   |
| 1998      | Maalaala Mo Kaya                   | Ning-Ning                                        | Episodi: "Aklat"                     | [ 4 ]             |
| 1998–1999 | Sa Sandaling Kailangan Mo Ako      | Eloisa                                           |                                      |                   |
| 1999      | Hiraya Manawari                    | Margarita                                        | Episodi: "Si Benjamin at ang Palaka" | [ 5 ]             |
| 1999–2003 | Tabing Ilog                        | Epifania "Eds" delos Santos-Mercado              |                                      | [ 6 ]             |
| 2000      | Maalaala Mo Kaya                   | Estany                                           | Episodi: "Burger Joint"              |                   |
| 2001      | Maalaala Mo Kaya                   | Nanette                                          | Episodi: "Banyo"                     |                   |
| 2002      | Sa Dulo Ng Walang Hanggan          | Sophia Bustamante Ilagan                         |                                      |                   |
| 2002      | Maalaala Mo Kaya                   | Bernadette                                       | Episodi: "Sumen At Ketchup"          |                   |
| 2003      | Maalaala Mo Kaya                   | Carol Banawa'                                    | Episodi: "Mikropono"                 |                   |
| 2003      | Maalaala Mo Kaya                   | Roxanne                                          | Episodi: "Pawikan"                   |                   |
| 2003–2004 | Sana'i Wala Nang Wakas             | Shane Diwata                                     |                                      |                   |
| 2004      | Tara Tena: Steps to the Heart      | Marla                                            |                                      |                   |
| 2004      | Wansapanataym                      | Monique                                          | Episodi: "Mic ni Monique"            |                   |
| 2005      | Maalaala Mo Kaya                   | Ilang                                            | Episodi: "Bestida"                   |                   |
| 2006–2007 | Super Inggo                        | Citemia                                          |                                      |                   |
| 2007      | Maalaala Mo Kaya                   | Patty                                            | Episodi: "Rosa blava"                |                   |
| 2007      | Super Inggo 1.5: Ang Bagong Bangis | Citemia                                          |                                      |                   |
| 2009      | May Bukas Pa                       | Minerva                                          |                                      |                   |
| 2009      | Bud Brothers Series                | Peppermint "Pepper" Nuque                        |                                      | [ 7 ] [ 8 ] [ 9 ] |
| 2009      | Somewhere in My Heart              | Eufemia "Femi" Dalisay                           |                                      | [ 7 ]             |
| 2010      | Rubi                               | Princesa Rodrigo / Cristina Perez                |                                      |                   |
| 2010–2011 | Precious Hearts Romances: Alyna    | Lilet Cenarosa-Del Carmen                        |                                      |                   |
| 2011–2012 | Angelet: Batang Ama                | Jenny Ambrosio                                   |                                      |                   |
| 2012      | Hora de Lorenzo                    | Jove Mildred Montereal-Gamboa                    |                                      |                   |
| 2012      | Angelet: Ang Bagong Yugto          | Jenny Abella                                     |                                      |                   |
| 2013      | Maalaala Mo Kaya                   | Leni Robredo                                     | Episodi: "Tsinelas"                  |                   |
| 2013–2014 | Annaliza                           | Stella Celerez-Diaz / Stella Celerez-Benedicto   |                                      |                   |
| 2014–2015 | Dues esposes                       | Yvonne Aguiluz-Guevarra / Yvonne Aguiluz-Medrano |                                      |                   |
| 2019      | Nang Ngumiti ang Langit            | Ella Dimaano-Salvador                            |                                      |                   |

### Cinema
| Any  | Títol                             | Funció  | Notes | Font   |
| ---- | --------------------------------- | ------- | ----- | ------ |
| 1996 | Ang TV: The Movie                 |         |       |        |
| 1997 | Flames: The Movie                 | Jenny   |       | [ 4 ]  |
| 1998 | Nagbibinata                       | Mae     |       | [ 4 ]  |
| 1999 | Oo Na, Mahal Na Kung Mahal        | Milles  |       | [ 4 ]  |
| 2001 | Mila                              | Winona  |       | [ 4 ]  |
| 2002 | Bates Ng Lansangan                | Marissa |       |        |
| 2002 | Kung Ikaw Ai Isang Panaginip      | Peachy  |       |        |
| 2003 | Ang Tanging Ina                   | Jenny   |       |        |
| 2009 | Iliw                              | Fidela  |       |        |
| 2010 | My Amnesia Girl                   | Cameo   |       |        |
| 2010 | Ang Tanging Ina Mo (Last na 'To!) | Jenny   |       | [ 10 ] |
| 2015 | The Bet                           |         |       |        |

## Premis i nominacions
| Any  | Treball                    | Premi                           | Categoria                                 | Resultat | Font   |
| ---- | -------------------------- | ------------------------------- | ----------------------------------------- | -------- | ------ |
| 1998 | Maalaala Mo Kaya: "Aklat"  | Premi Asiàtic de Televisió 1998 | Millor actriu                             | Nominat  | [ 4 ]  |
| 2014 | Annaliza                   | Yahoo! Premis de celebritats    | Dona Kontrabida de l'Any                  | Nominat  |        |
| 2015 | Maalaala Mo Kaya: "Barret" | PMPC Star Awards for Television | Millor actuació individual per una actriu | Nominat  | [ 11 ] |